# Île Ouanne
L’île Ouanne est un îlot de Nouvelle-Calédonie appartenant administrativement à Poum.